# Soeratinbeker
De Soeratinbeker (Indonesisch: Piala Soeratin) is een Indonesisch voetbalbekertoernooi voor spelers onder de achttien jaar dat sinds 1965 wordt georganiseerd door de Indonesische voetbalbond (PSSI).
De naam voor de kampioenstrofee is een eerbetoon aan Soeratin Sosrosoegondo, een van de belangrijkste oprichters en voorzitter van de Indonesische voetbalbond. De deelnemers aan deze competitie zijn alle jeugdteams van clubs die aangesloten zijn bij de vierendertig lokale afdelingen van de PSSI.
Volgens de competitieopzet wordt er eerst gevoetbald op provinciaal niveau, waarna de beste clubs vervolgens spelen op regionaal niveau, waaruit de beste tweeëndertig teams zich kwalificeren voor de nationale bekercompetitie. 